# قائمة المأكولات العراقية
- فسنجون
- آش النجفي
- هريسة
- كاهي
- لبلبي
- سبزي أو شبزي أو سبيناغ
- داطلي أو طاطلي
- ثريد
- حلاوة طحينية
- الگ‍ص العراقي.
- دولمة.
- پاچة.
- السمك المسكوف
- فلافل
- تشريب
- كباب
- مقلوبة
- صمون عراقي
- قيمة بالتمن
- مطبق (سمك بالرز)
- برياني
- بامية
- كبة
- البقلاوة
- زلابيا
- كليجة
- من السما
- محروك أصبعه
- كنافة
- زردة
- تبسي
- زنود الست
- دهين
- مسموطة هي مرقة سمك مجفف[1]
- كجري ماش أو تمن ماش

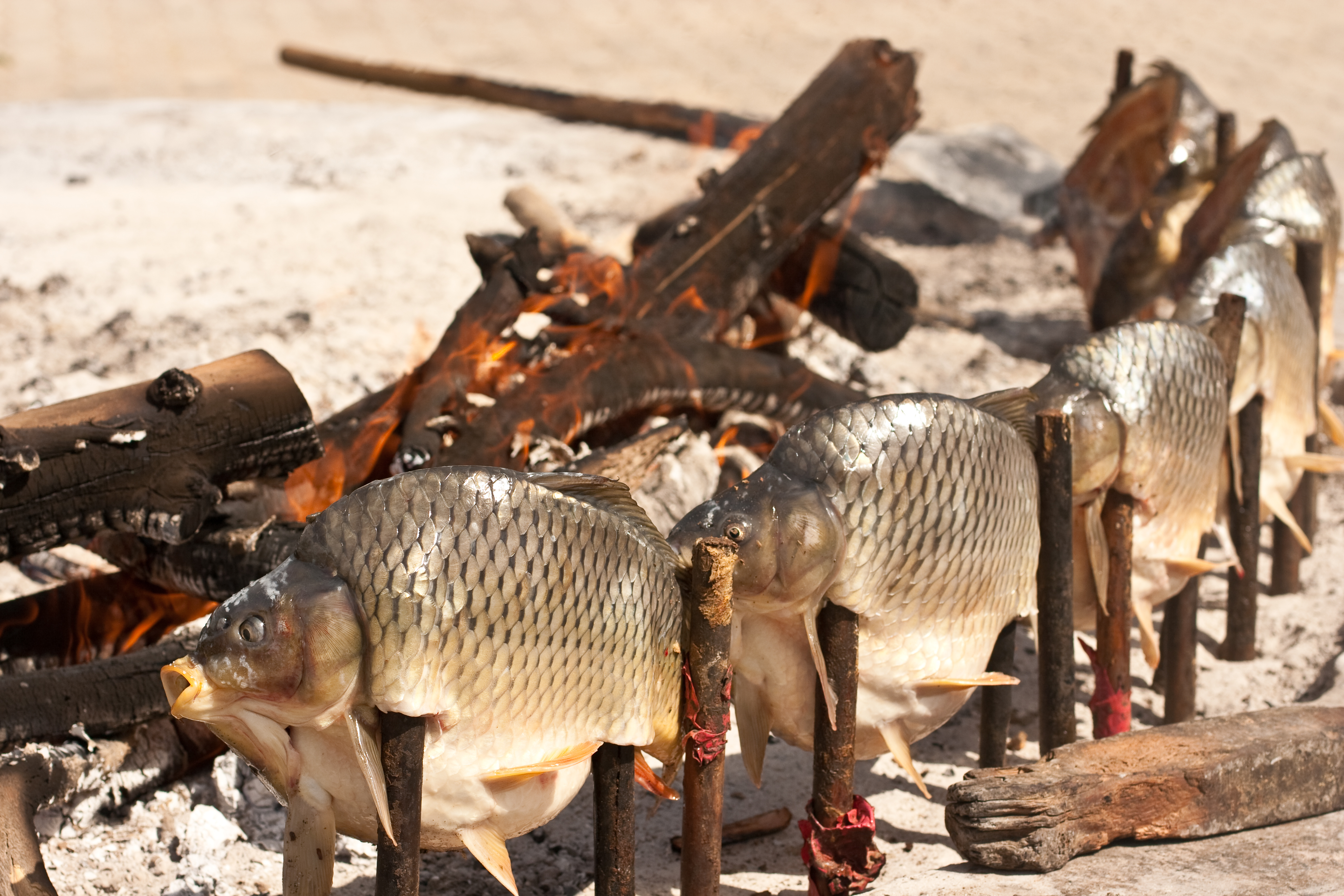
المسكوف

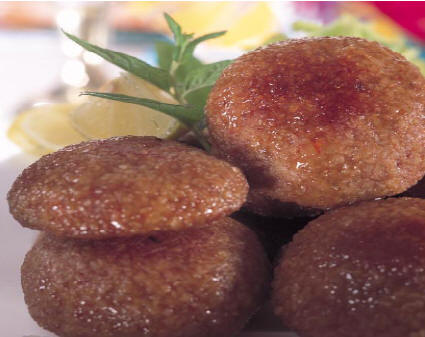
كبة برغل

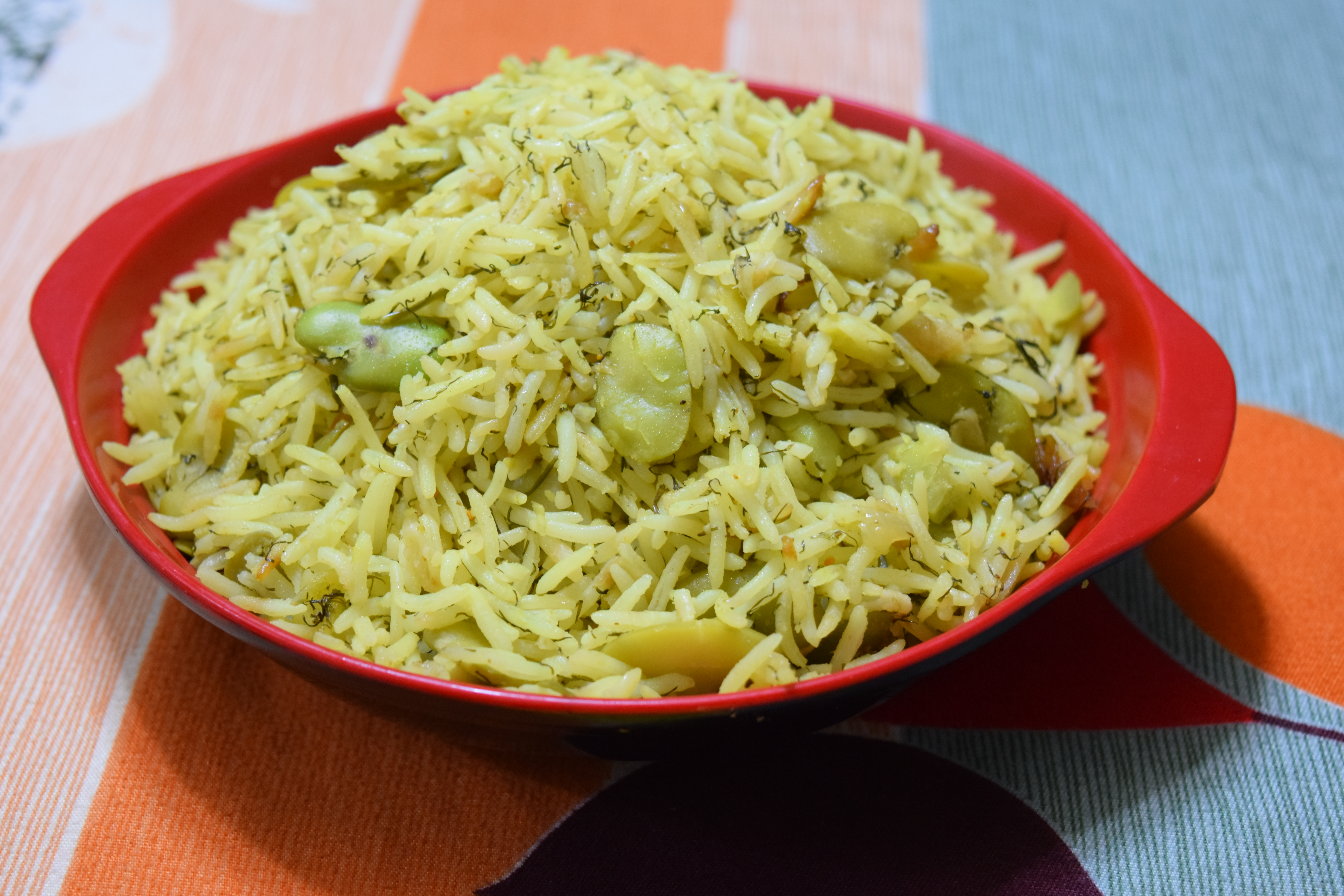
تمن باقلاء

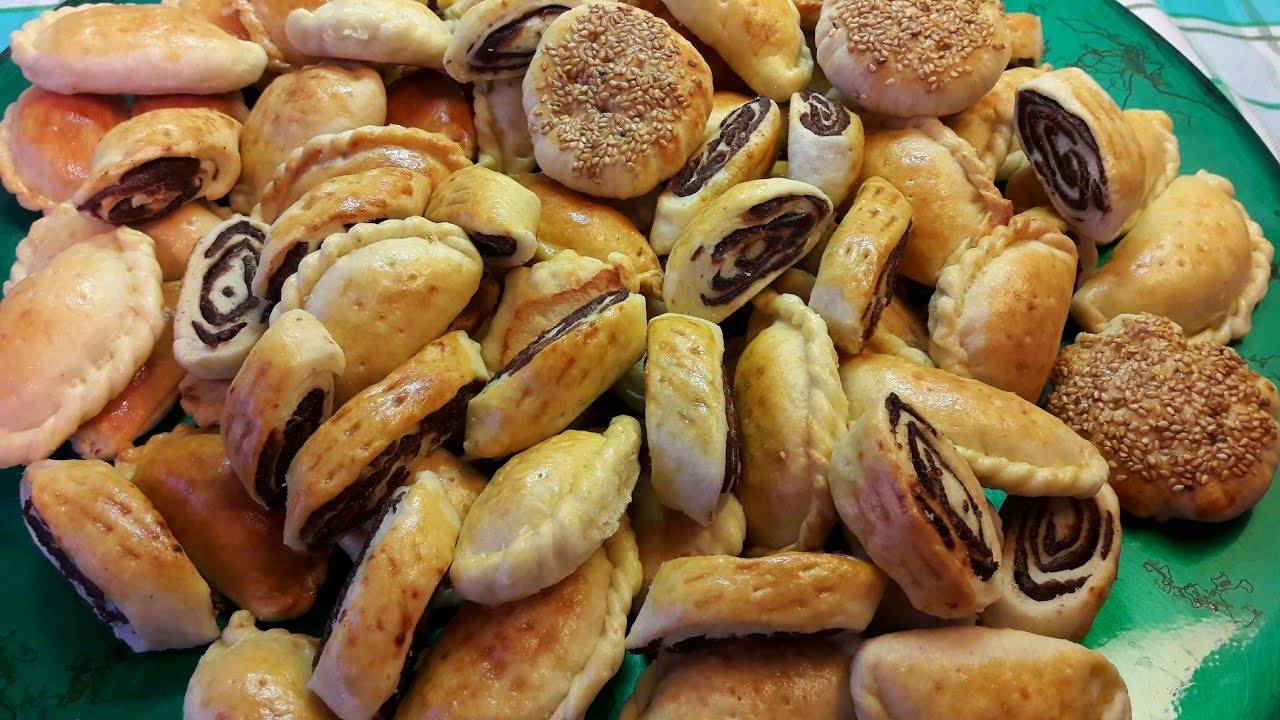
كليچة

- البسبوسة أو المأمونية و التي كانت تعرف بهذا الاسم نسبة للخلبفة العباسي المأمون الذي عرف بحبه لها والتي تم ابتكارها في مطبخ البلاط العباسي
- تمن جزر و هو رز مع خلطة بهارات خاصة يضاف لها الجزر واللحم المفروم
- تمن لهانة
- جلفراي لحم مقلي مع طماطم
- كباب ملوكي كباب مطبوخ بطريقة معينة وملفوف بالخبز المغطس بالمرقة
- داوود باشا كرات لحم مع صنوبر وطحين
- تبييت دجاج يطبخ طوال الليل ويوكل اليوم التالي وهي اكلة عرف بها يهود العراق حيث يأكلوها يوم السبت
- كبة شوندر
- كبة حامض
- بتيته جاب
- كبة موصل
- كبة حلب كبة عراقية وغير معروفة بحلب رغم اسمها
- تمرية أو حنيني وهي وجبة مصنوعة من التمر والبيض
- مفروكة اسبيناغ سبانخ مع بيض
- مخلمة
- برمة موصل
- بورك
- شوربة ماش
- كباب عروك
- تشريب باكلة
- تشريب لحم احمر أو اصفر
- تشريب دجاج
- قيسي (طرشانة)
- خبز العباس